# Bleyle

Bleyle’s Knabenanzüge (1905)

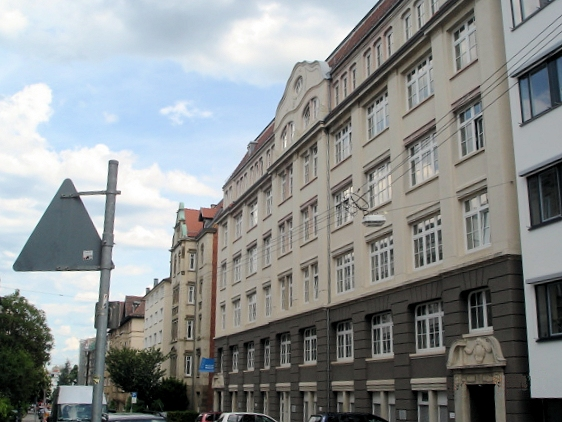
Bleyle-Firmensitz bis ca. 1912 in der Stuttgarter Lindenspürstraße (2012)

Bleyle ist eine Modemarke, die am Ende des 19. und in der ersten Hälfte des 20. Jahrhunderts für ihre Strick- und Wirkwaren, insbesondere ihre Matrosenanzüge für Knaben, bekannt war. Sie geht zurück auf die 1889 in Stuttgart gegründete Wilhelm Bleyle oHG, die 1988 Konkurs anmeldete. Heute gehört die Marke Bleyle der EFC Beteiligungs GmbH mit Sitz in Sindelfingen, deren Lizenznehmer unter diesem Namen Damenunterwäsche und Bettwäsche produzieren.

## Unternehmensgeschichte

### Gründerjahre

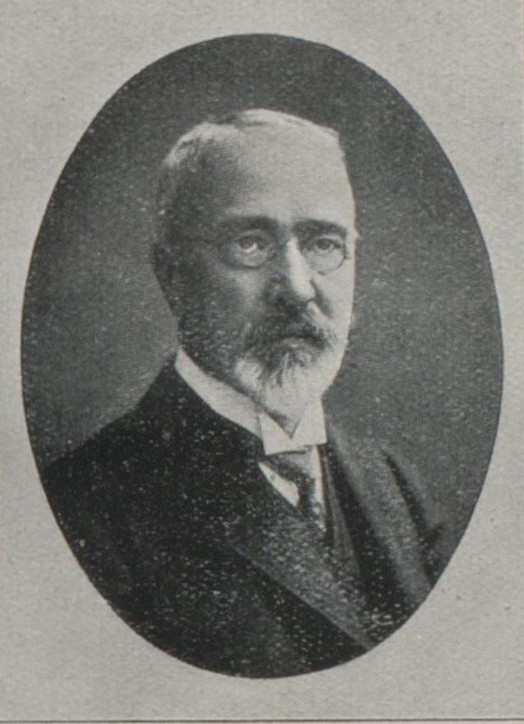
Der Firmengründer Wilhelm Bleyle (vor 1915)

Im März 1889 gründete der aus dem österreichischen Feldkirch stammende Wilhelm Bleyle (1850–1915) in Stuttgart eine Garnhandlung mit „Fabrikation und Verkauf von gestrickten Waren“. Bleyle besaß fünf Strickmaschinen, etwa 5000 Goldmark Eigenkapital und beschäftigte acht Angestellte: einen Schneider, eine Näherin sowie fünf Stricker und Strickerinnen. Zuvor hatte er eine Ausbildung zum Einzelhandelskaufmann im Zigarrenhandel in Ulm und berufliche Erfahrungen als Buchhalter und Handelsvertreter für die Stuttgarter Gold- und Silberwarenfabrik Märcklin & Co. gemacht, und führte von 1877 den Gemischtwarenladen eines Bruders in Feldkirch weiter, als dieser in die USA auswanderte. Im selben Jahr heiratete er Wilhelmine Veigel (1852–1910) aus Untertürkheim, mit der er sechs Kinder hatte, einer davon der Komponist Karl Bleyle. 1885 kaufte sich Bleyle eine Strickmaschine, zunächst nur für den privaten Gebrauch, um seine Kinder preiswert einzukleiden. Daraus entwickelte sich seine Geschäftsidee, die er 1889 in Stuttgart umsetzte. Im Unterschied zu anderen Strickwarenherstellern dieser Zeit ließ Bleyle keine kompletten Kleidungsstücke am Stück stricken, sondern große Bahnen, aus denen er die einzelnen Teile zuschneiden und dann zusammennähen ließ. Dieses Verfahren erwies sich in der Folgezeit als sehr erfolgreich.

### Erfolgsjahre
Zu den ersten Produkten, die die Firma Bleyle herstellte, gehörten gestrickte Matrosenanzüge für Knaben, die zu dieser Zeit sehr populär waren. Die Produktion weitete sich bald aus, und 1901 bezog der Betrieb die erste eigene Fabrikhalle. 1903 folgte ein Zweigbetrieb in Brackenheim, 1905 in Ludwigsburg. 1912 wurde ein neuer Firmensitz in der Rotebühlstraße (Ecke Röte- und Seyffertstraße) in Stuttgart bezogen. Ein Jahr später übergab Bleyle die Geschäftsführung an seine Söhne Max und Fritz; die Firma firmierte nun unter „Wilhelm Bleyle oHG“. 1905 betrug der Umsatz des Unternehmens schon eine Million Goldmark, im Jahr 1913 waren es fünf Millionen. Auch die Mitarbeiterzahl hatte rasant zugenommen. 1910 hatte Bleyle zirka 1000 Mitarbeiter, 1918 waren es gut 2000.

### Erster Weltkrieg
Vor Kriegsbeginn hatte Bleyle Werke in Stuttgart, Ludwigsburg und Brackenheim und beschäftigte 1700 Arbeitnehmer. Der Erste Weltkrieg hatte spürbare Auswirkungen auf die Qualität der Wolle. Bleyles Vorräte waren im Herbst 1914 für die Armee beschlagnahmt worden. Die danach zugeteilte Wolle war meist von relativ schlechter Qualität, so dass das Unternehmen ab 1916 bis in die 1920er Jahre keine Kleidung mehr unter seinem Markennamen verkaufte, um seinen Ruf nicht zu beschädigen.
In den beiden ersten Kriegsjahren war die Firma mit Aufträgen der Wehrmacht mit Kleidungsstücken, Zeltbahnen und ähnlichem beschäftigt. Infolge Verknappung der Rohstoffe und sonstiger Kriegseinflüsse ging die Produktion erheblich zurück. Max Bleyle, der zu diesem Zeitpunkt allein den Betrieb als Geschäftsführer leitete – sein Vater war 1915 gestorben, sein Bruder Fritz und sein Schwager Weber waren im Feld –, entschloss sich 1916, den Betrieb auf die Herstellung von Zündern und Teilen von Sprengminen umzustellen. Diese Umstellung gelang ihm in kurzer Zeit, da er die dafür notwendigen Grundmaterialien mit Devisen beschaffen konnte, die er im Ausland hielt.

### Weimarer Republik
Nach Kriegsende wurde die Firma wieder auf die Textilfertigung umgestellt. Allerdings gab es immer noch große Schwierigkeiten bei der Rohstoffbeschaffung. Neben dem Matrosenanzug produzierte Bleyle ab 1930 vermehrt Damen- und Mädchenkleidung. Ende des Jahres 1930 betrug die Belegschaft 5830 Arbeitnehmer. 1936 kaufte Bleyle ein Brauereigelände in Ludwigsburg; das Unternehmen beschäftigte zu dieser Zeit rund 6000 Arbeiterinnen, Arbeiter und Angestellte.

Bleyle-Damenmode der 1930er Jahre
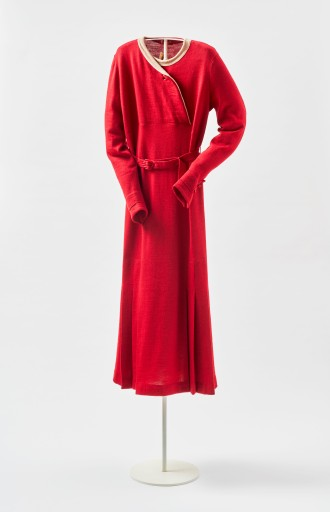
Damenkleid „Tosca“, 1930er
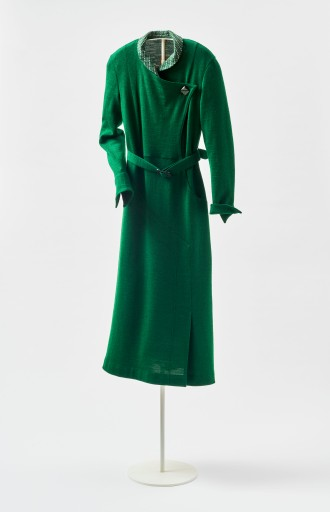
Damenkleid „Marlen“, 1934
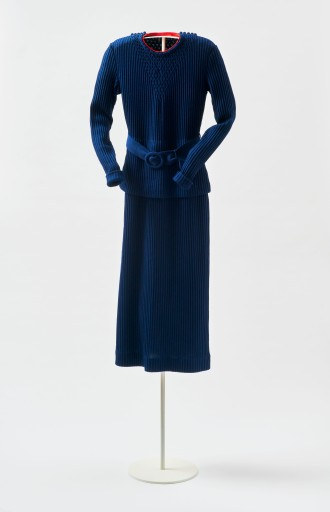
Zweiteiliges Jumperkleid „Jeanette“, 1937

### Nationalsozialismus
Der Reichsminister für Volksaufklärung und Propaganda Joseph Goebbels berief Fritz Bleyle im Oktober 1933 in den Verwaltungsrat des Werberats der deutschen Wirtschaft.
1939 wurden die Geschäftsführer wegen Volksverrats, Devisenvergehen und Steuerhinterziehung angeklagt, die Familienmitglieder Max Bleyle und Artur Weber wurden inhaftiert. Am 13. Dezember 1938 wurden die beiden Gesellschafter und Geschäftsführer Max Bleyle und Arthur Weber von einem Sondergericht in Stuttgart wegen Verbrechen des Volksverrats und gegen die Devisengesetzgebung zu einer Zuchthausstrafe von fünf Jahren und einer Geldstrafe von einer Million Reichsmark verurteilt. Die bürgerlichen Ehrenrechte wurden für die Dauer von drei Jahren aberkannt und außerdem wurden eine Million Reichsmark eingezogen. Das Urteil wurde mit seiner Verkündigung rechtskräftig. Der Grund für die Verurteilung war, dass beide 1925 bei Schweizer Banken rund 1,2 Millionen Franken angelegt und auch nach Hitlers Machtergreifung und verschärften Devisenvorschriften die Konten beibehalten hatten. Bei der Strafzumessung führte das Urteil aus, dass beide Angeklagten erhebliche nationale Verdienste hätten. Sie hätten beide im Krieg, Weber auf militärischem, Max Bleyle auf kriegswirtschaftlichem Gebiet, hervorragendes geleistet und hätten durch ihren persönlichen Einsatz ein Unternehmen von Weltbedeutung geschaffen, das über 6000 Deutschen Arbeit und Brot gab, das durch seine Qualitätserzeugnisse den Ruf deutscher Wertarbeit in der ganzen Welt verkündete und das seinerseits durch seine Ausfuhr der deutschen Wirtschaft Devisen verschaffte. Auch gegen den Mitgesellschafter und Geschäftsführer Fritz Bleyle war wegen des gleichen Sachverhaltes ein Strafverfahren anhängig. Das Sondergericht hat jedoch mit einem Urteil vom 8. März 1939 seine Unzurechnungsfähigkeit festgestellt und seine Unterbringung in einer Heil- und Pflegeanstalt angeordnet.
Bereits vor dem Gerichtsverfahren hatte Familie Bleyle befürchtet, dass das Nazi-Regime sie enteignen und das Unternehmen einer der Partei nahestehenden Stiftung übertragen würde. Dem wollten sie zuvorkommen. Im Jahr 1938 befanden sich Adolf Mann (1890–1971) und Erich Hummel (1893–1984) in leitender Funktion bei Bleyle. Adolf Mann begann bei Bleyle am 1. Mai 1921. Er war von Beruf Lehrer und beschäftigte sich bei Bleyle mit den Zahlen. Erich Hummel, Volljurist, begann 1924 als Syndikus bei Bleyle. Diese beiden leitenden Angestellten gründeten die Wilh. Bleyle KG. Auf diese Firma übertrug und verpachtete die Familie Bleyle mit einem komplexen Vertragswerk vom 12. Dezember 1938 das Vermögen einschließlich der Belegschaft der Wilh. Bleyle GmbH. Das Umlaufvermögen einschließlich der Kundenforderungen wurde mit einem Kaufvertrag übertragen. Dieser Vertrag regelte auch die Übernahme der Belegschaft. Mit einem Pachtvertrag wurde das Anlagevermögen, also Immobilien und Betriebseinrichtungen, zur Verfügung gestellt. Dieser Pachtvertrag hatte eine Dauer von 10 Jahren und endete am 30. September 1948. In komplizierten Vertragsklauseln wurde geregelt, wie dann auch das Umlaufvermögen zurück zu übertragen ist.

### Zweiter Weltkrieg
Während des Kriegs produzierte Bleyle als Subunternehmer textile Filter für das Unternehmen Mahle; aus dieser Produktion entstand 1941 Mann+Hummel. Kriegsbedingt florierte bei der Stuttgarter Mahle KG das Geschäft. Deshalb beauftragte Mahle ab Oktober 1940 die Wilh. Bleyle KG mit der Lohnfertigung von Filtern für Diesel- und Benzinmotoren. Diese Fertigung nahm Bleyle in ihrem Werk in Stuttgart auf. Nachdem Mahle zu Beginn des Jahres 1941 die Filterfertigung in Stuttgart ganz aufgeben wollte, gründeten die Herren Mann und Hummel unter ihrem Namen am 6. Januar 1941 die Firma Filterwerk Mann & Hummel GmbH in Ludwigsburg. Als Produktionsstandort wählten sie das Bleyle-Werk in der Hindenburgstraße in Ludwigsburg aus. Diese nahm ihre Tätigkeit am 1. September 1941 mit 438 Arbeitnehmern auf, die von Bleyle und Mahle übernommen wurden. Ein kleinerer Teil der Belegschaft wurde zusätzlich neu eingestellt. Auch der Maschinenpark kam von Bleyle und von Mahle. Die Firma war aufgrund der Kriegswirtschaft erfolgreich, denn die Motorenfilter wurden in die deutschen Panzerkampfwagen Panther und Tiger eingebaut. 1944 beschäftigte das Filterwerk 825 Arbeitnehmer.

### Nachkriegszeit
Nach Kriegsende setzte das Ludwigsburger Amt für Vermögenskontrolle Karl Weinbacher als Treuhänder für die Wilhelm Bleyle KG ein, der nach Auslaufen der Pachtverträge die alten Firmenstrukturen wiederherstellen sollte (Restitution). Er setzte zunächst Max Bleyle und Arthur Weber als Geschäftsführer ein. In dieser Funktion waren sie jedoch nur von Juni bis September 1945 tätig, denn Weinbacher forderte nun die Rückgabe des Unternehmens an die Alteigentümer. Die Übertragung des Unternehmens an die Familie Bleyle erfolgte jedoch erst mit Auslaufen des Pachtvertrages im September 1948. Für die Fortführung des Unternehmens gründeten die Altgesellschafter, Max und Fritz Bleyle, sowie dessen Schwager Artur Weber, sein Sohn Erich Weber und Dr. Ing. Albert Griesinger die Wilh. Bleyle oHG. Danach war der Streit jedoch noch nicht beigelegt. In einem langwierigen Schiedsgerichtsverfahren, das erst 1951 endete, erhielten Adolf Mann und Erich Hummel für Investitionen in das Unternehmen von der Familie Bleyle noch 450.000 DM.
Nach dem Zweiten Weltkrieg produzierte Bleyle Damenbekleidung und Unterwäsche. Die Produktpalette wurde um die Kollektionen Vetrix und Nixe erweitert. Vetrix umfasste Damenkleider, -röcke, -hosen, Strümpfe und Strumpfhosen. Unter dem Markenzeichen Nixe, das 1953 eingetragen wurde, entstand eine Bademodenkollektion. Ab den 1950er Jahren wurden in ganz Westdeutschland Bleyle-Filialen mit Bekleidung für die ganze Familie eröffnet, darunter auch in West-Berlin. Bleyle beschäftigte inzwischen 3200 Mitarbeiter, unterhielt fünf Produktionsstandorte, exportierte in 35 Länder und erzielte 1955 einen Jahresumsatz von 75 Millionen DM. Ab Anfang der 1960er Jahre begann Bleyle mit dem Aufbau eines Netzes von Franchise-Ladengeschäften. In den 1980er Jahren unterhielt Bleyle elegante Einzelhandelsgeschäfte, so auf der Königstraße 68 in Stuttgart, in Osnabrück, Baden-Baden oder Konstanz, wo zuletzt im puristisch-eleganten Ambiente hochpreisige Bekleidung angeboten wurde. Bleyle versuchte mit hochpreisigen Marken wie Escada oder Bogner zu konkurrieren.

### Krisenzeiten
Ab Anfang der 1980er Jahre geriet Bleyle in eine Krise. Es existierten zu dieser Zeit über 45 eigene Bleyle-Geschäfte und 60 Franchise-Läden. Die Kundschaft empfand die Kollektionen als unmodern und altbacken. Der Versuch einer Verjüngung misslang. Hans Dieter Steinke, ehemaliger IBM-Manager und Sanierer der Firma Aigner, übernahm 1985 die Geschäftsführung, die Familie Bleyle zog sich zurück. Mitte der 1980er Jahre beschäftigte Bleyle noch knapp über 1000 Mitarbeiter und erzielte bei einem Gesamtumsatz von 230 Millionen DM einen Verlust von 25 Millionen DM. Im Mai 1986 wurde die Firmenzentrale von Stuttgart nach Ludwigsburg verlegt. Die Gehälter wurden gekürzt, Personal abgebaut, 17 separate Tochtergesellschaften in der Wilhelm Bleyle KG vereint sowie Produktionsstandorte bei Karlsruhe, in Irland und im Elsass geschlossen. Familienstreitigkeiten unter den 22 Erb-Gesellschaftern (vier persönlich haftende Gesellschafter und 18 Kommanditisten) verhinderten die rasche Umsetzung eines Restrukturierungsplans.

### Konkurs und Verkauf

#### Vergleichsantrag
Für das Jahr 1986 wies die Bleylegruppe noch einen Umsatz von 229 Millionen DM, jedoch einen Verlust von 70 Millionen DM aus. Die 13 beteiligten Banken kündigten daraufhin die Kreditlinien. Am 22. Januar 1987 stellte der Geschäftsführer Dieter Steinke beim Amtsgericht Ludwigsburg den Antrag auf Eröffnung des gerichtlichen Vergleichsverfahrens zur Abwendung des Konkurses. Das Amtsgericht bestellte den Stuttgarter Rechtsanwalt Volker Grub zum vorläufigen Vergleichsverwalter.
Die Gesellschafter Erich Weber-Bleyle und Kurt Bleyle, vertreten durch Rechtsanwalt Norbert H. Quack, teilten dem Vergleichsgericht mit, dass rechtlich weder die Eröffnung eines Vergleichsverfahrens noch eines Konkursverfahrens möglich sei, weil der Gesellschaftsvertrag für die Bleyle KG nicht rechtswirksam zu Stande gekommen sei. Die Gesellschafterin Rosemarie Riemke habe dem Gesellschaftsvertrag nicht zugestimmt. Eine Kommanditgesellschaft unter der Firma Bleyle KG sei damit nicht existent. Diese Auffassung vertrat auch der zweite Geschäftsführer der Bleyle KG, Hans E. A. Börger, zuständig für Finanzen. Das Ziel der beiden Gesellschafter war, eine sofortige Liquidation der Gesellschaft herbeizuführen, die mit dem Bankenpool abgeschlossenen Sicherungsverträge in Frage zu stellen und insbesondere den wertvollen Grundbesitz wieder der Altgesellschaft zuzuweisen, das vom Insolvenzverfahren nicht betroffen sein sollte. Die Gesellschafter führten deswegen mit Vertretern des Betriebsrates und der Gewerkschaft Textil und Bekleidung Gespräche und boten für die Belegschaft einen Sozialplan über sieben Millionen DM an. Die rückständigen Löhne und Gehälter sollten allerdings über das Konkursausfallgeld finanziert werden, obwohl es nach ihrer Vorstellung ein Konkursverfahren gar nicht gab. Die Gewerkschaft sollte mit der Arbeitsverwaltung eine Vereinbarung abschließen, auch ohne diesen Konkurs, Konkursausfallgeld auszuzahlen.

#### Eröffnung des Konkursverfahrens
Dieses Vorgehen wurde von der Arbeitnehmerseite entschieden abgelehnt. Die Gewerkschaft Textil und Bekleidung stellte deshalb am 23. März 1987 beim Amtsgericht Ludwigsburg einen Konkursantrag gegen die Bleyle KG. Der zuständige Richter beim Amtsgericht Ludwigsburg, Rainer Sickerling, teilte die Auffassung der Gesellschafter und wies mit einem Beschluss vom 25. März 1987 den Antrag der Geschäftsführung auf Eröffnung des gerichtlichen Vergleichsverfahrens und den Konkursantrag der Gewerkschaft Textil und Bekleidung als unzulässig mit der Begründung zurück, der Gesellschaftsvertrag sei nicht wirksam zustande gekommen, es handele sich um eine nicht konkursfähige Scheingesellschaft.
Gegen diesen Beschluss legte wiederum der zweite Geschäftsführer Dieter Steinke sofortige Beschwerde ein. Der Beschwerde gab das Landgericht Stuttgart mit Beschluss vom 30. März 1987 statt und eröffnete das Anschlusskonkursverfahren. Zum Verkündungstermin der zuständigen Kammer des Landgerichts erschien die Betriebsratsvorsitzende der Bleyle KG, Annerose Franzkowiak, mit drei Blumensträußen, die sie als Dank den drei Richtern überreichte. Zum Konkursverwalter wurde der bereits als vorläufiger Vergleichsverwalter tätige Rechtsanwalt Volker Grub ernannt.
Die Bleyle KG beschäftigte zu diesem Zeitpunkt noch 1357 Arbeitnehmer. Hinzu kamen weitere 772 Arbeitnehmer bei 23 Tochtergesellschaften, zu denen die Produktionsgesellschaft Bleyle Ges.m.b.H. (ursprünglich als Sprint-Sportmoden GmbH gegründet) in Pinggau, Österreich, die Bleyle Underwear GmbH in Brackenheim, die Bleyle of America, Inc. in Shenandoah, Georgia, USA, 27 Ladengeschäfte in Großstädten in Deutschland, sowie 56 Franchiseläden in Deutschland und 36 Franchiseläden im übrigen Europa hinzukamen.

#### Insolvenzursachen
Die Wirtschaftszeitschrift WirtschaftsWoche schreibt: „Die Pleite der Stuttgarter Bleyle KG kann als Paradebeispiel von Misswirtschaft in der deutschen Bekleidungsindustrie gelten. Hauptdarsteller des Trauerspiels: ein zerstrittener Familienclan, Banken und zwei Troubleshooter“. Verwalter Grub stellte fest, dass das Unternehmen viel zu teuer produzierte, sich vom Matrosenanzug-Image nicht trennen konnte und sich zu spät auf seine Stärken, nämlich die Produktion von Strick- und Jersey-Erzeugnisse, besonnen habe.

#### Sanierungsmaßnahmen
Mit einem Kredit über sechs Millionen DM, den die beteiligten Banken dem Konkursverwalter einräumten, war es möglich, den Betrieb aufrechtzuerhalten und einen geordneten Verkaufsprozess einzuleiten.
Die Sanierungsmaßnahmen des Verwalters sahen die Entlassung von 532 der 904 bei der Bleyle KG beschäftigten Arbeitnehmer vor. Der Vertrieb wurde sofort auf eine vom Verwalter neu gegründete Bleyle GmbH ausgegliedert. Die Eigenproduktion wurde auf ca. 30 % des Umsatzes gesenkt. deshalb wurde die Färberei, Ausrüstung, der zentrale Zuschnitt und die Rundstrickerei in Ludwigsburg geschlossen.
Bereits vor Konkurseröffnung war der ehemalige Firmensitz in der Rotebühlstraße 120 in Stuttgart an die Stuttgarter Lebensversicherung a.G. verkauft worden. Nun wurden auch die dort noch befindlichen Verwaltungsabteilungen nach Ludwigsburg verlegt.
Die EDV-Abteilung, die mit 22 hochbezahlten Spezialisten besetzt war, wurde durch einen modernen Großrechner IBM 36 ersetzt, der nur noch von 2 Mitarbeitern bedient wurde.
Ein Konfektionsbetrieb mit 100 Arbeitnehmern in Eppingen wurde geschlossen.
Von 27 Einzelhandelsgeschäften in deutschen großen Städten wurden 13 Geschäfte geschlossen. Weitere 89 Franchisenehmer für Bleyle-Einzelhandelsgeschäfte wurden beibehalten.

#### Investoren
Das Interesse von Investoren an einer Übernahme von Bleyle war groß. Übernahmeinteressenten waren unter anderen: Der englische Textilkonzern Courtaulds, die französische Firma Devanlay, Bauunternehmer Ignaz Walter aus Augsburg, die Escada AG, München, Klaus Steilmann GmbH & Co. KG, Bochum-Wattenscheid, Hugo Boss AG, Metzingen und die Quandt-Gruppe, Bad Homburg. Das Rennen machte der Modeunternehmer Achim Walz, der seine Modefirma MVG Mode Verwaltungs-GmbH bereits erfolgreich an der Stuttgarter Börse platziert hatte. Ihm traute man zu, Bleyle erfolgreich zu sanieren. Beraten wurde Achim Walz von Wirtschaftsprüfer Werner Schneider in Ulm, der später zu einem der bekanntesten Insolvenzverwalter in Deutschland aufstieg.
Walz übernahm mit Wirkung zum 1. Januar 1988 den Standort in Ludwigsburg mit 313 Arbeitnehmern, die Bleyle Ges.mbH in Pinggau in Österreich, Bleyle Underwear GmbH, Bleyle of America und verschiedene Vertriebsgesellschaften. Das Betriebsanwesen in Ludwigsburg an der Hoferstraße übernahm Achim Walz noch Ende des Jahres 1988 zu einem Kaufpreis von 10 Millionen DM.

#### Abschluss des Konkurses
Die Abwicklung des Konkursverfahrens erstreckte sich noch über weitere sieben Jahre, weil auch der umfangreiche Grundbesitz der Gesellschaft zur Verwertung anstand. Grub beendigte das Konkursverfahren 1995.
Das Verfahren war durch die starke Stellung der 13 Banken geprägt, die sich bereits vor den Insolvenzanträgen zu einem Pool zusammengeschlossen hatten und sich fast das gesamte Vermögen von Bleyle KG zur Sicherheit hatten übereignen lassen. Diesem Pool schlossen sich schließlich noch die Kreditversicherer an. Der Banken-Pool erhielt mit Forderungen von 60 Mio. DM auf ihre Sicherheiten 57,3 Mio. DM ausbezahlt.
Die Lieferanten erhielten auf Eigentumsvorbehaltsrechte 5,1 Mio. DM. Auf den Sozialplan der Arbeitnehmer entfiel entsprechend der damaligen Rechtslage ein Betrag von 1,5 Mio. DM. Für alle übrigen Gläubiger mit Ansprüchen von 27,3 Mio. DM, zu denen der Pensions-Sicherungs-Verein mit Regressforderungen aus der betrieblichen Altersversorgung in Höhe von 20 Mio. DM gehörte, verblieben 2,8 Mio. DM.

### Weiterführung bis heute
1992 wurde Bleyle von der MVG in die Sindelfinger Werbevertriebs-GmbH (WVG) überführt, die 1995 – zusammen mit den beiden Lizenznehmern Bleyle Classic GmbH (Damen- und Herren-Oberbekleidung) in Sindelfingen und Bleyle Underwear GmbH (Unter- und Nachtwäsche) in Brackenheim – Insolvenz anmeldete. Die MVG meldete noch 1992 Insolvenz an. Ein weiterer Lizenznehmer war Bleyle USA für Nordamerika. 1995 erwarb die Zürcher Arabella Verwaltungs-AG den Markennamen Bleyle. Die Bleyle Classic GmbH wurde aufgelöst und die Bleyle Underwear GmbH fortgeführt. Für Bleyle Underwear warb in dieser Zeit unter anderem die Schauspielerin Iris Berben. Mitte der 1990er Jahre waren vom einstigen Bleyle-Filialnetz nur noch wenige Fabrikverkaufsgeschäfte übrig. 1996 wurde Bleyle Underwear in Brackenheim, wo noch 25 Beschäftigte arbeiteten, durch einen Management-Buy-out übernommen. Das Unternehmen existierte bis 2017. In Pinggau, wo hauptsächlich Lohnfertigung für andere Markenhersteller betrieben wurde und Mitte der 2000er Jahre noch rund 40 Mitarbeiter arbeiteten, wurde unter dem Namen Bleyle vornehmlich gestrickte Damenkleidung auf den Markt gebracht. Modelinien aus Pinggau hießen ab Ende der 1990er Jahre Bleyle Classic oder Bleyle en vogue. Aus der Pinggauer Bleyle GmbH wurde im Juni 2009 die BWP Bekleidungs GmbH, die nach dem Konkurs ihres Hauptauftraggebers im August 2009 Insolvenz anmeldete.
2015 wurde die Arabella Verwaltungs-AG und damit das Eigentum an der Marke Bleyle auf die EFC Beteiligungs GmbH in Sindelfingen übertragen. Die EFC GmbH & Co. KG entwickelte für die historische Marke eine neue Corporate Identity und vergab Lizenzen für Damenunterwäsche an einen deutschen Lizenznehmer.

## Produkte

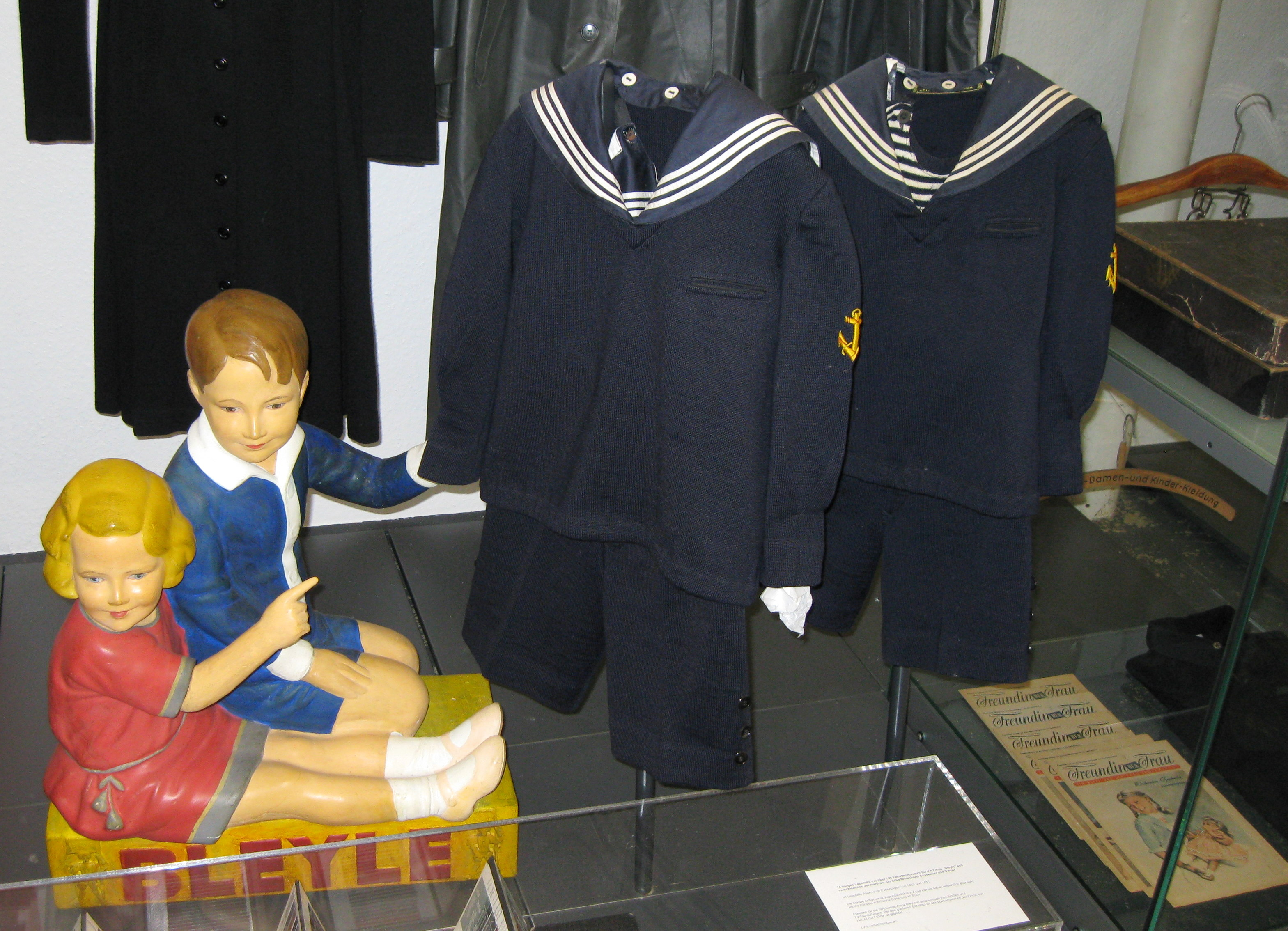
Bleyle-Matrosenanzüge aus den 1920er Jahren (2009)

Das wichtigste Produkt der Firma Bleyle war ein halbes Jahrhundert lang der Matrosenanzug. Daneben wurden ab 1889 Herrenanzüge sowie Hosen zum Turnen, Reiten und Radfahren hergestellt. Nach 1900 kamen Turnkleidung und Unterwäsche für Damen sowie Mädchenkleider hinzu. Strickkleidung für Erwachsene war jedoch weitaus weniger gefragt als solche für Kinder. Zu dieser Zeit wurde sie zwar in Deutschland von Gustav Jäger als Reformkleidung propagiert; Jäger gründete allerdings ein eigenes Unternehmen in England. Der Erfolg von Bleyle stützte sich also zunächst vor allem auf die Matrosenanzüge, die um 1900 zur Standardkleidung für Knaben gehörten. 1915 wurden zwölf verschiedene Anzugmodelle gefertigt. Das Unternehmen stellte die Strickkleidung nicht nur her, sondern bot den Kunden auch einen Reparaturservice an.
In der Zeit des Nationalsozialismus erlebte die Nachfrage nach Matrosenanzügen allerdings einen Einbruch, denn die NSDAP wünschte in dieser Zeit eine andere Form der Kinder-Uniformierung. Nach dem Zweiten Weltkrieg war die Zeit der Matrosenanzüge dann auch weitgehend vorbei; Bleyle stellte das letzte Modell 1957 her. Bleyle stellte sich in den Nachkriegsjahren auf ein Bekleidungs-Vollsortiment für Damen, Herren und Kinder ein. Die Marke Bleyle war nicht nur deutschlandweit, sondern auch international bekannt. In einem Filialnetz von eigenen Verkaufsräumen und über den Einzelhandel wurden Blusen, Pullover, Kleider, Kostüme, Jacken, Mäntel usw. sowie Nacht- und Unterwäsche für Damen, Oberbekleidung für Herren und Kinderbekleidung im gehobenen Preissegment angeboten. Ab den 1970er Jahren wurde der Name Bleyle allerdings mit konservativer, gar altmodischer Bekleidung assoziiert, wovon sich das Unternehmen trotz einiger Gegenmaßnahmen letztendlich nicht befreien konnte.

## Marktumfeld
Stuttgart hatte im Branchenbereich der Strickerei und Wirkerei etliche große Firmen von Weltruf. Bedeutender Konkurrent war beispielsweise die Firma Paul Kübler & Co. Die Hälfte aller 15 Betriebe dieser Art in Deutschland hatte ihren Sitz in Stuttgart. Heute ist dieser Wirtschaftszweig in Stuttgart erloschen.
Der ehemalige Geschäftsführer Achim Walz († 2019) übergab 1988 dem Museum der Alltagskultur in Schloss Waldenbuch die „Sammlung Bleyle“ als Leihgabe.

„Am besten sind“
„Sein erster Bleyle“
„Echte Bleyle Sweater“
„Wir tragen Bleyle“
„Bleyle’s Knabenanzüge“